# 슬로피 조

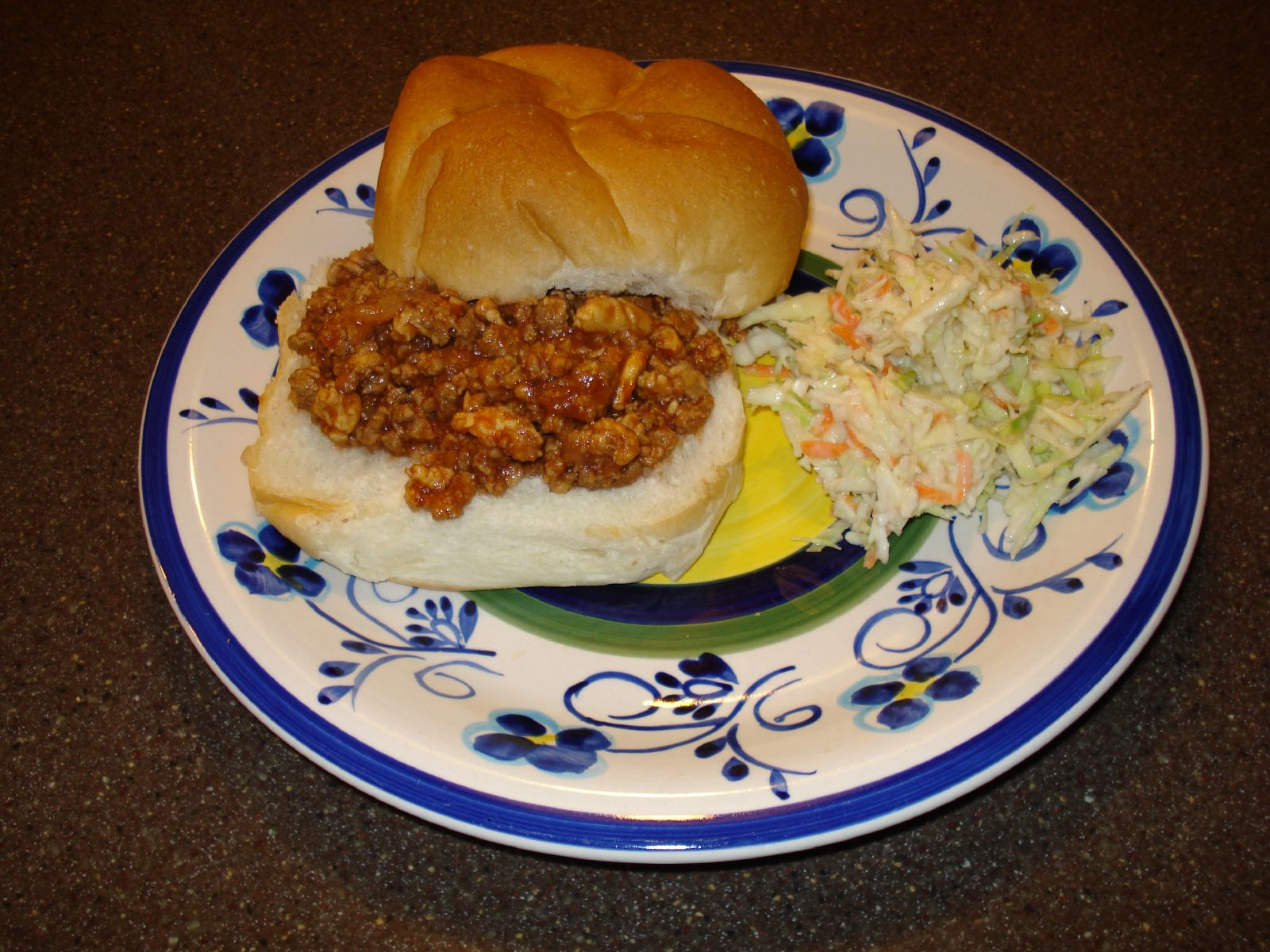

슬로피 조 또는 슬러피 조(Sloppy Joe)는 다진 쇠고기, 양파, 토마토 소스 또는 케첩, 우스터셔 소스, 기타 양념으로 구성된 샌드위치를 햄버거 번 (빵) 위에 얹어 먹는 것이다. 샌드위치의 기원에 대해서는 여러 가지 설이 있다.
20세기 초와 중반 미국 요리책은 토스티드 데빌드(Toasted Deviled) 햄버거, 다진 고기 샌드위치, 스페인 햄버거, 함부르크 알라 크리올, 쇠고기 미론톤, 다진 쇠고기 스페인 스타일 등 이름은 다르지만 조잡한 조 유형 요리법을 많이 제공한다.

## 같이 보기
- 피카디요
- 다진 고기
- 샌드위치 목록